# Wheels on Meals
Wheels on Meals, är en hongkongfilm från 1984, regisserad av Sammo Hung. Ibland släppt under namnen Spartan X, Weapon X, Spanish Connection och Million Dollar Heiress.

## Handling
Thomas (Jackie Chan) och David (Yuen Biao) är två kusiner som i Barcelona säljer snabbmat från en bil. Efter en sammanstötning med ett motorcykelgäng så träffar de en vacker ficktjuv, Sylvia (Lola Forner) som vill att de ska gömma henne i sin bil för att hon ska komma undan polisen.

## Skådespelare
- Jackie Chan - Thomas
- Sammo Hung - Moby
- Yuen Biao - David
- Lola Forner - Sylvia
- Benny Urquidez - skurk
- Keith Vitali - skurk
- Herb Edelman - Matt
- Susana Sentís - Gloria
- Paul Chang - Davids pappa
- Richard Ng – patient på mentalsjukhus
- John Shum - patient på mentalsjukhus
- Wu Ma – patient på mentalsjukhus